# Quiritari
Quiritari és un terme que es feia servir a l'antic Dret Romà, al·lusiu als quirites, això és, als ciutadans romans. Ostentaven tal qualitat tots aquells individus de l'espècie humana que reunien els requisits consagrats en el Ius Civile. Els principals atributs que conferia el Ius Civile als ciutadans romans, eren:
- Ius connubii: dret a contreure matrimoni civil o iustae nuptiae.
- Ius sufragii: dret al vot.
- Ius commercii: dret a exercir el comerç.
- Ius honorum: dret a exercir càrrecs públics i altes dignitats del govern romà.
- Ius testamenti factio: dret a estendre testament.